# Sipajowie

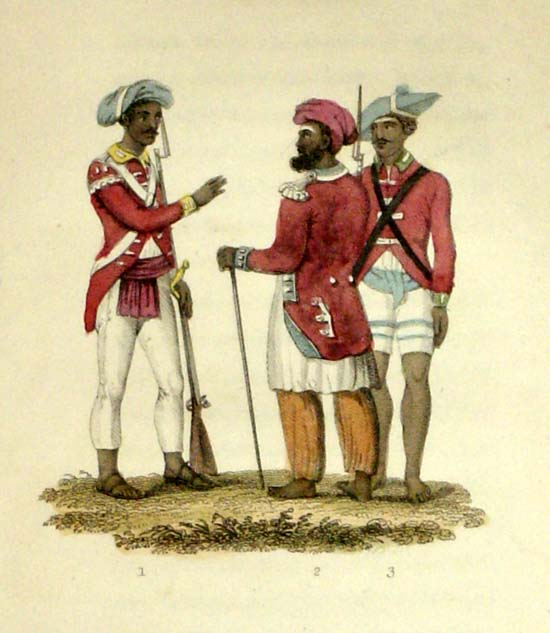
Sipaje na rysunku Frederica Shoberla z lat 20. XIX wieku.

Sipajowie (także: sepojowie) – od XVIII wieku angielsko-indyjskie określenie żołnierzy pochodzenia hinduskiego w służbie państw europejskich, szkolonych i dowodzonych przez Europejczyków. Samo słowo "sipaj" (ang. sepoy) wywodzi się z perskiego słowa sipahi, oznaczającego żołnierza konnego.
Choć termin "sipaj" jest XVIII-wieczny, żołnierze pochodzenia azjatyckiego służyli już w armii portugalskiej - zwano ich wtedy laskarinami (następnie termin ten zmienił znaczenie). Pierwsze oddziały sipajów zorganizował w 1744 Francuz Joseph François Dupleix, kierownik faktorii w Pondicherry. Cztery lata później własne oddziały sipajów zorganizowali Anglicy. Rozwijały się one bardzo szybko i wkrótce stały się podstawą armii brytyjskiej w walce o podbój Indii. Początkowo organizowane były głównie na południu subkontynentu, a w ich skład wchodzili głównie maplillowie; w drugiej połowie XVIII w. armia bengalska składała się głównie z braminów i radźputów.
W XVIII wieku Hindusom powierzono niższe stanowiska oficerskie, tzw. subadarów, tj. dowódców kompanii. W XIX w. zamknięto Hindusom możliwości awansu, nawet Anglo-Indusi nie mogli obejmować wyższych stanowisk oficerskich. Brak możliwości awansu i słaby kontakt oficerów z podwładnymi oraz ich niesprawiedliwe traktowanie stanowiły jedną z głównych przyczyn niezadowolenia wśród żołnierzy. Brytyjczycy nie respektowali kultury i religii sipajów, tak muzułmanów, jak i hinduistów - perspektywa wyobcowania z dźati i nieczystości rytualnej stawała się przyczyną buntów. Żołnierze, którzy wysyłani byli poza Indie, za morze lub do Afganistanu, tracili swoją kastę. Istotna była także kwestia tłuszczu do smarowania nabojów: przy narastającym niezadowoleniu żołnierzy plotki, że jest to tłuszcz wieprzowy lub wołowy stały się jedną z przyczyn wybuchu w 1857 wielkiego powstania na północy Indii. Nazywane jest ono często powstaniem sipajów, gdyż żołnierze hinduscy odgrywali w nim bardzo znaczącą rolę: wzięło w nim udział ok. 70 tysięcy żołnierzy hinduskich. Znaczna część pozostała jednak w czasie powstania lojalna wobec Brytyjczyków.
Po stłumieniu powstania władze brytyjskie przeprowadziły gruntowną reformę armii, m.in. ostatecznie wykluczyły Hindusów z dostępu do stanowisk oficerskich, a także ze służby w artylerii. Wkrótce po rozwiązaniu wojsk Kompanii Wschodnioindyjskiej armia brytyjska w Indiach liczyła ok. 140 tys. Hindusów i 65 tys. Anglików. Przyjął się wtedy zwyczaj rekrutowania do armii przede wszystkim grup ludności uznawanych za wojownicze, do których należeli Pendżabczycy, mapillowie, a zwłaszcza Gurkhowie.